# Al-Azraq

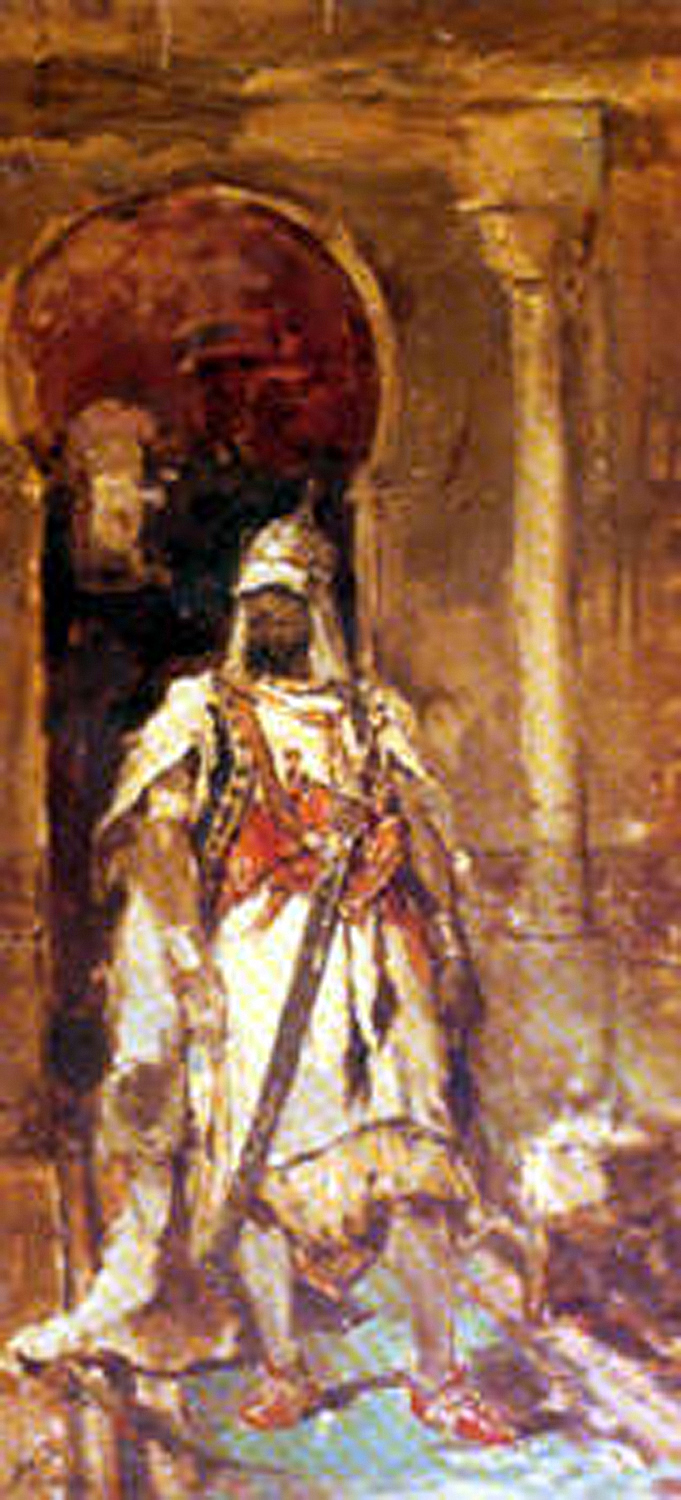
Pintura de Francesc Laporta Valor (Alcoi, 1850 – 1914) caracterizado como Al-Azraq.

Abu 'Abd Allah Muhammad ibn Hudhayl al-Saghir (em árabe: أبو عبد الله محمد بن هذيل الصغير) (La Vall d'Alcalà, 1230 —  Alcoi, 1276), mais conhecido como Al-Azraq (em árabe: الأزرق, o dos olhos azuis), foi um líder do Alandalus. Chegou a tornar-se o senhor mudéjar mais famoso do século XIII.

## Biografia
Era filho do váli Hudhayl as-Saghir e de mãe cristã.
Culto e engenhoso, esteve longas temporadas nas cortes de Aragão, Valência e Granada. Teve a confiança e amizade dos reis Jaime I o Conquistador e Afonso X de Castela. Foi o caudilho das três revoltas mudéjares ao sul do Reino de Valência, que colocaram esse reino em perigo. Muitos autores consideram as revoltas de Al-Azraq como a origem das festas de Mouros e Cristãos de Alcoi.

## A primeira revolta Mudéjar
Diante dos maus-tratos aos muçulmanos e do descumprimento dos acordos firmados pelos monarcas católicos, os mudéjares sublevaram-se em 1244. Sob o comando de Al-Azraq, esse mesmo ano controlavam os castelos de Ambra (vale de Pego) e de Alcalà, bem como numerosos castelos menores na região. A seguir foram tomados os castelos de Xàtiva, Dénia, e Alicante e, com a ajuda do sultanato de Granada e do apoio interessado do rei Afonso X de Castela,  a região da margem sul do rio Júcar, no Reino de Valência, tornou-se independente.
Enquanto isso, Jaime I pediu ajuda econômica ao papa Clemente IV, em troca da isenção de dízimo e de ceder às suas pressões, assinando a expulsão dos muçulmanos de todo o território da Coroa de Aragão num decreto nas cortes de Valência. Isto levou uma parte importante dos muçulmanos expulsos a se somarem aos rebeldes, que se tornaram ainda mais fortes, conduzindo o reino a uma situação de guerra generalizada. Por outro lado, cerca de cem mil muçulmanos que aceitaram o exílio, provenientes primariamente da cidade de Valência, foram agrupados e conduzidos para a fronteira de Múrcia, sob escolta militar.

## A segunda revolta
Na segunda revolta mudéjar (1247—1258) Al-Azraq esteve a ponto de matar o idoso Jaime I numa emboscada. Ao final, a traição do seu próprio conselheiro acabou por derrotá-lo. Dada a antiga amizade de ambos, Jaime I não o encarcerou, mas obrigou-o a se exiliar, deixando os seus domínios, já muito reduzidos, nas mãos de um irmão e de um tio, submetidos a contínuas pressões pelos novos senhores feudais catalães e aragoneses.
Em 1258 Jaime I recusou uma trégua oferecida por Al-Azraq através do rei Afonso X o Sábio, e recuperou sem maior resistência os castelos de Planes, Pego e Castell de Castells. Em poucos dias al-Azraq rendeu-se, entregando Alcalà, Gallinera e o restante das fortificações. Al-Azraq foi expulso do Reino. Jaime I não cumpriu as condições da ajuda do papa Clemente VI de expulsar os muçulmanos, como fazia Castela, com medo de enfraquecer economicamente o reino, e preferiu iniciar uma série de ações legais com o objetivo de forçar os mudéjares a converter-se ao cristianismo, como condição para poderem manter os seus direitos e posses.

## A terceira revolta
O ocorrido levou a que, longe de aplacar a revolta, esta se reavivasse e, em 1276, iniciou-se uma terceira revolta dos mudéjares, constituindo-se um exército comandado por Al-Azraq, desde o exterior para Alcoi. Jaime I combinou diplomacia e guerra para sufocar a revolta, provocando disputas internas entre os muçulmanos e recuperando terreno.
A terceira revolta mudéjar foi a que afetou mais diretamente Alcoi, nos antigos domínios de Al-Azraq (Alcalà, Benisili, Pego, Benigànim, ou Benissulema). Desta vez Alcoi foi defendida por quarenta cavaleiros que chegaram de Xàtiva e, numa manobra diversionista, derrotaram e mataram Al-Azraq. Porém, uma vez que o exército mudéjar iniciou a retirada, alguns cavaleiros de Xàtiva, improvisadamente, quiseram persegui-los, caindo numa emboscada militar às mãos de rebeldes encabeçados pelo filho de Al-Azraq. Alcoi, portanto, ficou desprotegida, e o filho de Al-Azraq conseguiu tomá-la, bem como Xàtiva.
A revolta estendeu-se por todo o território e colocou seriamente em perigo o Reino de Valência, com o filho de Al-Azraq como novo cabecilha: mil peões mouros atacaram Llíria, os mudéjares de Beniopa sublevaram-se, e o exército muçulmano destruiu Llutxent e avançou reino adentro pelo vale de Albaida. Enquanto isso, Jaime I caiu doente e faleceu a 27 de julho de 1276, herdando o trono valenciano o seu filho Pedro III de Aragão. O novo rei recuperou fortificações e acordou uma trégua de três meses. Depois submeteu vários castelos e teve que render à força o Castelo de Montesa. A revolta encerrou-se em outubro de 1277, antes de os granadinos e os norte-africanos poderem socorrer os mudéjares. Pedro I ordenou desarmá-los sem que fossem castigados, e em 1283 decretou uma lei permitindo-lhes a liberdade de deslocamento e de residência em todo o reino, bem como a liberdade de comércio.